# Türk Telekom Gençlik ve Spor Kulübü (pallavolo femminile)
Il Türk Telekom Gençlik ve Spor Kulübü è stata una società pallavolistica femminile turca, con sede ad Ankara. Faceva parte dell'antica e rinomata polisportiva Türk Telekom Gençlik ve Spor Kulubü; resta attiva la sezione calcistica ed il basket maschile detto Türk Telekom BK.

## Storia
Il Türk Telekom Gençlik ve Spor Kulübü è stato fondato nel 1998. Dopo diverse stagioni anonime, il club sale alla ribalta nel 2007. Nella stessa estate arriva la stella della pallavolo internazionale Taismary Agüero, insieme alla stella della pallavolo turca Bahar Mert, da Novara. Arrivò sempre nella stessa estate la lituana Valdonė Petrauskaitė. Nonostante gli arrivi illustri, il club arriva solo al terzo posto in campionato.
L'estate successiva il Türk Telekom Ankara è ancora protagonista del mercato. Arrivano la fuoriclasse azzera Natalya Mammadova, la fortissima centrale croata Maja Poljak, la giovane stellina turca Güldeniz Önal e l'ex centrale della nazionale turca Özlem Özçelik. Anche in questo caso i risultati non arrivano, nonostante a metà stagione il club annuncia l'arrivo della celebretissima allenatrice cinese Lang Ping . C'è un nuovo terzo posto in campionato, la finale mancata in Coppa di Turchia e l'eliminazione ai play-off nella Champions League 2008-2009.
Nell'estate 2009 arrivano i primi colpi: Natalia Hanikoğlu, Pelin Çelik e Olga Točko. Poche settimane dopo però arriva la notizia della chiusura del club. Lo sponsor principale, l'azienda di telecomunicazione Türk Telekom, decide di sponsorizzare un altro club turco, il VakıfBank Güneş Sigorta Spor Kulübü. Così le giocatrici sotto contratto furono lasciate libere di cercarsi un nuovo club.